# رودلهاوزن
رودلهاوزن (به آلمانی: Rödelhausen) یک شهر در آلمان است که در راین-هونسروک واقع شده‌است. رودلهاوزن ۱۶۹ نفر جمعیت دارد.